# كينتا فوكاساكو
كينتا فوكاساكو (باليابانية: 深作健太 ) (و. 1972  م) هو كاتب سيناريو، ومنتج أفلام، ومخرج أفلام ياباني، ولد في طوكيو.

## التعليم
تعلم في Seijo University ‏.

## وصلات خارجية
- كينتا فوكاساكو على موقع IMDb (الإنجليزية)
- كينتا فوكاساكو على موقع ألو سيني (الفرنسية)
- كينتا فوكاساكو على موقع أول موفي (الإنجليزية)
- كينتا فوكاساكو على موقع قاعدة بيانات الأفلام السويدية (السويدية)
- كينتا فوكاساكو على موقع قاعدة بيانات الفيلم (الإنجليزية)
- كينتا فوكاساكو على موقع كينوبويسك (الروسية)